# 小灵通漫游未来
《小灵通漫游未来》是一部中文科幻小说，作者叶永烈，是中国大陆文革后出版的第一本原创科幻小说。

## 历史
该书写于1961年，当时投稿至少年儿童出版社，不料遭到退稿。谈到退稿原因时，叶永烈说，“因为当时正处于三年自然灾害时期，这样的描述未来灿烂前景的小说与艰难困苦的现实格格不入。”该书直到1978年才得以在少年儿童出版社出版，之后立即引起轰动。大概至今仍然是中国发行量最大的科幻小说，当时印了一百五十万册，改编的连环画又印了一百五十万册，加起来有三百万册。
叶永烈又在1984年续写了《小灵通再游未来》。2000年作者又续写了《小灵通三游未来》，少年儿童出版社把《小灵通漫游未来》《小灵通再游未来》《小灵通三游未来》合并为《新版小灵通漫游未来》出版，并于2002年12月荣获第十三届中国图书奖。2009年该书再版，加入大量新注释。

## 内容
《小灵通漫游未来》是通过一个心明眼亮的小记者小灵通漫游未来市的所见所闻，描绘未来科技的发展。书中提及飘行车、生产蔬果的“农厂”、家用机器人和人造月亮等等新奇事物。
这其中，有些事物已经变成现实，如：“嵌在眼睛里的眼镜片”——隐形眼镜，“通话时可看见对方的电话”——可视电话等等。有的甚至已经超前一步，如“电传机”，现在的电子邮件已经大大超前于它。
有些即将变成现实，如飘行车。有的已经成为现实、但未普及推广，如“生病可以直接换人造器官”。
而有些尚待21世纪去实现，如“天听人话”——根据需要控制啨雨；“缩睡椅”——在上面睡觉一小时相当于睡八小时；记忆移植技术等。

## 评论
刘慈欣评论：“叶永烈是1980年代中国科幻繁荣时期中最具代表性、也是最重要的作家，自己是读着他的作品长大的。“，《小灵通漫游未来》”描写的是科技的光明一面，用生动的故事描述科学给人们带来的美好愿景。现在的科幻作品变得更加复杂，更多地描绘科技的阴暗面，类似叶老师的作品，几乎已经见不到了。”
韩松评论：「将中国人的物质和技术欲望推至登峰造极的，是《小灵通漫游未来》。它就是一个时代“中国梦”的代表。」

## 影响
“小灵通”后被UT斯达康注册为文字商标，用于在中国大陆推广其PHS技术。这一创意来自作者叶永烈之子叶舟，当时叶舟在UT斯达康工作。

## 获奖
- 1980年，第二次全国少年儿童文艺创作评奖（1954－1979）一等奖[5]。